# SMS Seeadler (veliero)
La SMS Seeadler è stato un veliero armato a nave a tre alberi, impiegato come incrociatore ausiliario/nave corsara dalla Kaiserliche Marine durante la prima guerra mondiale. Il nome significa "aquila di mare" in lingua tedesca.

## Origine

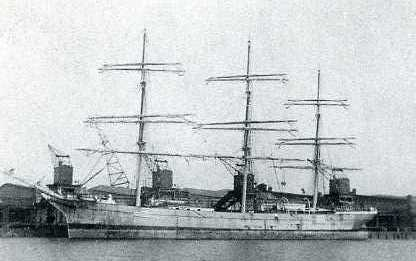
Pass of Balmaha

Costruito in Scozia nel 1878, il Pass of Balmaha era un grosso veliero da carico a 3 alberi, che venne coinvolto nelle vicende della guerra in maniera assai rocambolesca. 
In effetti, esso batteva bandiera statunitense, e all'epoca gli Stati Uniti erano neutrali, quando venne fermato nel Mare del Nord per un controllo da un incrociatore inglese. Sebbene la nave fosse diretta verso la Russia con un carico di cotone, venne predisposto un controllo da effettuarsi a Kirkwall, per verificare il tipo di mercanzie a bordo. Venne così lasciato un picchetto di uomini della marina inglese per far eseguire gli ordini impartiti. Ma a questo punto sopraggiunse anche un U-Boot, che intimò alla nave di fermarsi per controllare il carico. L'incrociatore inglese era ormai lontano e non fornì assistenza di sorta in tale frangente. Così i marinai tedeschi inviarono a Cuxhaven la nave per eseguire il controllo. Il comandante statunitense aveva nascosto i marinai della Royal Navy, ma vennero scoperti e questo fu determinante per decidere il destino della nave. Un mercantile neutrale, che però trasportava rifornimenti per un paese nemico, con marinai nemici a bordo, non aveva modo di riacquistare la libertà di movimento, e venne confiscato. 
A questo punto si decise di trasformarlo in incrociatore ausiliario, con una serie di accorgimenti, che in teoria lo rendevano solo una nave-scuola della marina tedesca. Venne installato un diesel da sottomarino, vennero preparati molti alloggi per ospitare numeroso personale e vennero eseguiti altri lavori. Ufficialmente, questo vascello serviva come nave per "addestrare i marinai tedeschi alla vela", mentre il motore diesel serviva per "addestrare anche i motoristi". In realtà i lavori condotti in un molo del piccolo porto di Teckeborg erano ben diversamente concepiti: se gli alloggi e il motore erano giustificabili nell'ottica addestrativa, come anche la presenza di un leggero armamento, la disponibilità di serbatoi per 500 tonnellate di nafta e ben 350 di acqua, come anche depositi di viveri secchi per 2 anni, non lasciavano dubbi sul suo reale scopo. Da notare che almeno un'innovazione la Seeadler la introdusse: all'epoca, era normale per una nave andare a carbone, non con motori a combustione interna con carburante liquido. 
L'armamento, basato su 2 cannoni da 105mm, capaci di una gittata di 12km e una cadenza di 15 colpi al minuto, non era certo imponente, ma in compenso facilmente celabile all'osservazione. Altre armi erano quelle portatili e le cariche da demolizione, usate soprattutto per affondare le navi fermate. Il nome inizialmente avrebbe dovuto essere Seeteufel (diavolo di mare), ma il comandante preferì il nome Seeadler (aquila di mare). Indipendentemente dal nome, era ovvio che la nave dovesse essere portata in mare e in guerra da uomini speciali, e comandata da un capitano speciale. Il nome del primo e solo capitano della Seeadler era Felix Graf von Luckner.

## Servizio nell'Atlantico
Per far partire la nave in missione senza che venisse subito intercettata dalle navi inglesi, si stabilì di camuffarla simulando l'identità di una nave norvegese, la Maletta, perché quella nazione era neutrale rispetto al conflitto in corso. La nave in particolare venne scelta perché si sapeva ferma a Copenaghen, e tutta l'attrezzatura per rendere credibile la cosa venne comprata in Norvegia, senza far mancare nulla, dalle stoviglie alla foto dei Reali norvegesi. Inoltre l'equipaggio, che contava 64 uomini, aveva ben 20 uomini capaci di parlare norvegese. Il capitano Luckner si diede anche una "moglie", ovvero un giovane marinaio vestito da donna, con una parrucca, mentre si curò di nascondergli il più possibile i piedi troppo grandi per una donna, e per la voce si studiò di dargli un mal di denti tale da giustificarne l'assenza del suo uso. La maggior parte dell'equipaggio stava nascosta in speciali vani, con divisa tedesca, mentre le armi erano celate in appositi vani apribili con speciali magneti, pronte per essere impiegate se necessario. I diari di bordo furono contraffatti il meglio possibile. 
Ma quando tutto era pronto, la vera Maletta partì da Copenaghen e si decise che non era sensato rischiare la presenza di due navi con lo stesso nome in mare. Allora si cercò di simulare la Carmoe, nave che era anch'essa norvegese, ma all'ultimo momento si seppe che questa era ferma a Kirkwall per controlli da parte della marina inglese. La scelta successiva era la Irma, ma i registri erano oramai abrasi, per cui bisognò, per giustificare tutte le tracce lasciate, vennero simulati degli effetti di un fortunale, con la cabina devastata e rabberciata, mobili e ovviamente registri bagnati. La nave salpò il 16 dicembre 1916, con i suoi cannoni camuffati, la "moglie" del capitano, i marinai travestiti da civili norvegesi o nascosti per le stive. 
I primi controlli non tardarono ad arrivare, ma gli inglesi non videro niente, furono ingannati dalla finzione inscenata e la lasciarono andare. Il natale 1916 vennero oltrepassate le Orcadi e la nave, attraverso l'Atlantico del nord andò verso la sua missione: l'intercettazione del traffico commerciale nemico. La modesta Seeadler, con i suoi 2600 m² di vele, era una nave dall'aspetto tutt'altro che guerriero, nemmeno comparabile con la SMS Möwe e altre grandi navi di tipo commerciale, per lo più bananiere, con un aspetto da mercantile ma nondimeno grandi e veloci. 
La vita a bordo divenne presto frenetica, e gli incontri con le navi mercantili britanniche e di altri Paesi nemici cominciarono a diventare la norma. Nei successivi tre mesi di guerra sul mare, vennero colpite numerose navi, a cominciare dalla Gladys Royal, l'11 gennaio 1917. Carica di carbone britannico, la nave, indifesa, venne catturata, l'equipaggio trasbordò con i suoi viveri e la Gladys Royal venne affondata con una carica esplosiva.
La misura dei locali destinati ai prigionieri era stata pensata per riuscire ad ospitarne un gran numero. La nave non era certo in grado di combattere contro mercantili armati e ben decisi a difendersi, e la sua lentezza era tale che riusciva solo con grande incertezza (dipendente dal vento, essenzialmente) ad allontanarsi dalle zone in cui aveva colpito, per cui era necessario evitare i combattimenti violenti, ma una volta assaltata una nave era necessario a quel punto prendere a bordo l'equipaggio e quindi, solo in caso di sovraffollamento, lo si poteva sbarcare da qualche parte. 
Ma a quel punto i naufraghi avrebbero detto tutto quello che sapevano sulla nave corsara, la quale a quel punto sarebbe stata tallonata senza requie dalla Royal Navy. Quindi, per riuscire a fare quanto più danno possibile, e non lasciare ignobilmente i naufraghi in mezzo al mare, era necessario avere una grande capacità di ospitare i prigionieri. 
E così avvenne, tanto che dopo quel periodo di scorribande la Seeadler riuscì ad affondare nell'Atlantico ben 13 navi, cosa che consentì di ospitare a bordo ben 264 prigionieri. L'elenco di curiosità che ne scaturisce vede tra l'altro, questa serie di aneddoti:
- il medico di bordo della Seeadler ritrovò il comandante della Lunday Island che già aveva incontrato prigioniero sul corsaro SMS Möwe.
- tre capitani francesi che a Valparaíso avevano discusso su quali fossero le rotte migliori per sfuggire ai corsari tedeschi, si ritrovarono tutti prigionieri a bordo.
- Luckner fermò una nave che si rivelò la Pinmore, veliero su cui aveva girato il mondo come mozzo. Volle salire a bordo ancora una volta, da solo, prima di farlo affondare.

A bordo la vita era cordiale, anche amichevole, tutto sommato difficilmente riconducibile alla guerra reale. Tanto più che non venne mai fatto uso della forza letale per ottenere il proprio scopo da parte del prudente comandante della Seeadler.
Dopo tutte le imprese fatte lungo l'Atlantico, la folla a bordo era diventata davvero troppo numerosa, per cui non v'era più molta scelta. Si prese quindi un veliero di scarso valore, e anziché affondarlo venne caricato di tutti i prigionieri, gli vennero ridotte le vele e i prigionieri vennero pagati in marchi come previsto dalle convenzioni internazionali. Vi fu addirittura un pranzo di commiato offerto ai capitani e alle loro consorti.
Ma sbarcare quella carovana di persone, sia pure al largo delle coste brasiliane, significava scoprirsi in maniera definitiva e la strana guerra della Seeadler cambiò bruscamente. 
Luckner fece rotta per l'Atlantico meridionale, e nel corso di una cerimonia, fece gettare una Croce di Ferro in ricordo delle vittime della battaglia delle Falkland, quando quattro incrociatori tedeschi vennero affondati nella più grande battaglia navale dell'emisfero meridionale. 
La mossa successiva fu il doppiaggio di Capo Horn, fatta con le difficoltà solite delle navi delle epoche passate. Tre settimane di lotta contro il mare lo portarono infine nel Pacifico, passando il quale cercava di disimpegnarsi, nascondendosi poi nelle vastità del Pacifico. Sfuggirono dalla sorveglianza di un incrociatore inglese, intercettato dall'ascolto della radio. Infine, il 17 aprile si ritrovarono nell'immensità dell'oceano più grande della Terra.

## Servizio nel Pacifico

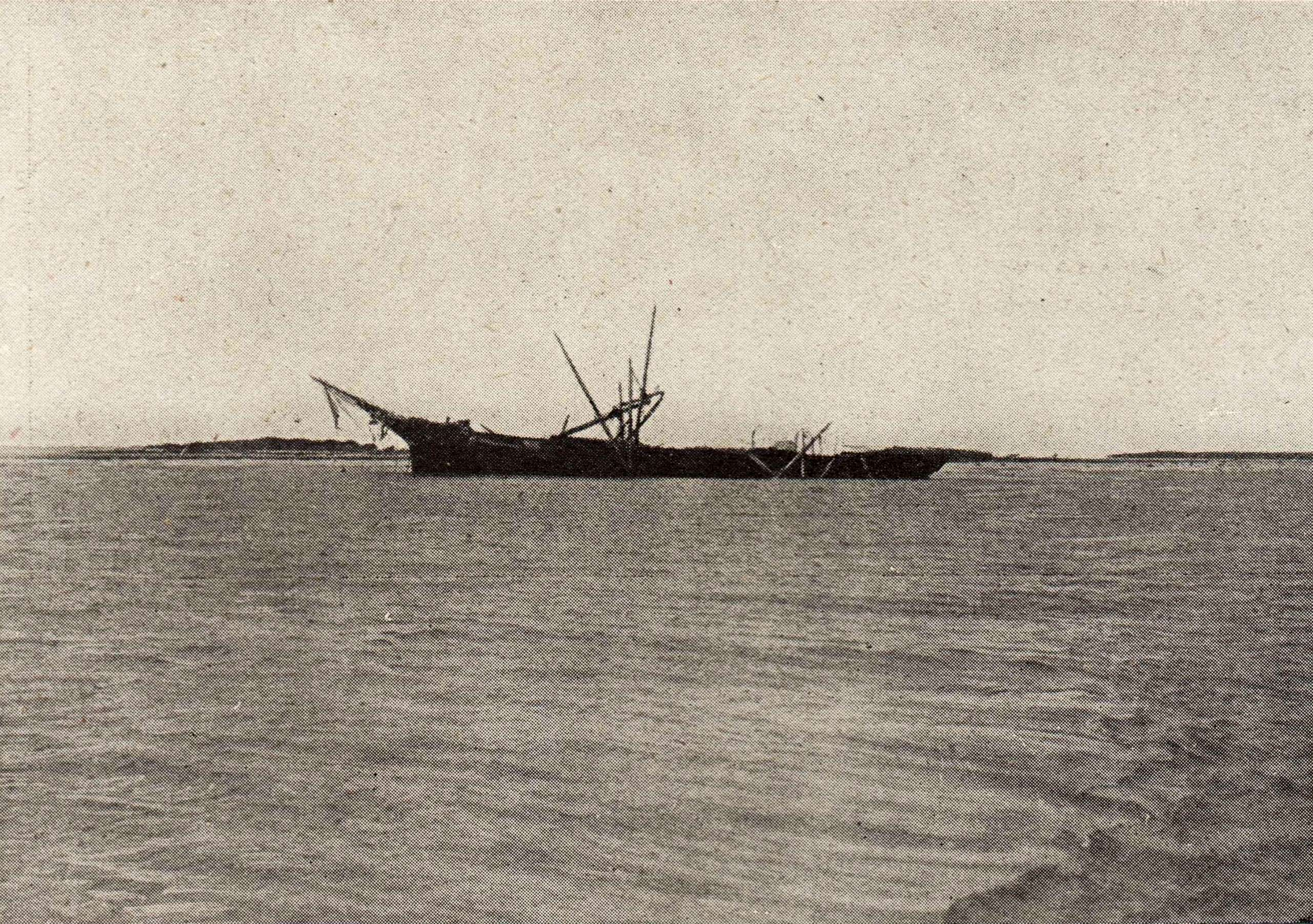
Relitto della Seeadler sulle rive di Mopelia

Navigando sulle rotte tra San Francisco e l'Australia, la Seeadler si mise in caccia di bastimenti nemici, ma il traffico era molto più scarso, seppure meno sorvegliato, e così durante i successivi 3 mesi vennero affondate solo 3 navi, che si aggiungevano alle 13 precedentemente affondate, in un analogo periodo di caccia, nell'Atlantico, e che portarono a bordo altri 39 prigionieri. 
Ma la nave e l'equipaggio erano ormai in mare da ben 8 mesi consecutivi, avevano navigato 35.000 miglia e affondato navi per un dislocamento di 30.000 o forse addirittura 40.000 tonnellate. L'acqua era vecchia, i cibi devitaminizzati stavano causando ormai i primi segni dello scorbuto. Era necessario attraccare in un porto. Quand'anche fossero giunti in un porto neutrale avrebbero quasi sicuramente attirato le attenzioni degli inglesi. Si decise per un attracco su di un'isola quanto possibile lontana da occhi indiscreti, possibilmente priva di stazioni radio. 
Così la Seeadler arrivò all'isola di Mopelia, possedimento francese nelle Isole della Società. Dal momento che essa non aveva un attracco, meno che mai un porto, fu necessario ancorare la nave al largo, cosa che venne fatta gettando l'ancora il 29 luglio. 
Giunti a terra, i corsari tedeschi trovarono un piccolo paradiso terrestre, e lì in pochi giorni fecero provviste. C'erano uova di uccelli marini, porci selvatici, pesci in quantità, noci di cocco. Presto gli uomini della Seeadler si ripresero, a spese delle risorse dell'isola. Ricostituirono le riserve d'acqua e di cibo, affumicando o mettendo in salamoia i pesci e la carne di maiale, portando a bordo le noci di cocco e così via. Il meritato riposo dopo mesi di mare era certo necessario, anche se il lavoro per rimettere la nave in condizione di ripartire non si era certo fermato. La Royal Navy, come anche le altre marine alleate, dava ancora loro la caccia, dopotutto. Ma non sarebbero stati i suoi cannoni a togliere di mezzo la temuta minaccia del corsaro tedesco. 
Verso il 15 agosto, un movimento tellurico subacqueo causò una serie di ondate anomale. L'equipaggio avrebbe avuto il tempo di salvare la nave, ma il motore diesel, necessario per portarla al largo, si rifiutò di partire. Così la furia delle ondate la sbatté violentemente sulla barriera corallina, danneggiandola in maniera irreparabile.
Prigionieri e tedeschi si ritrovarono così a fare comunità in questa sperduta isola del Pacifico, assieme a pochi nativi. Subito vennero organizzate tutte le strutture che si poterono costruire con i rottami della Seeadler. La nave che era stata corsara tedesca divenne ben presto una città, Seeadlersdorf, in cui il generatore elettrico era il diesel della nave recuperato, mentre con l'esplosivo si scavarono cisterne nel corallo, e si tirarono su molte capanne, strutture, torri di sorveglianza. Fu recuperata anche la bandiera tedesca, che venne posta a sventolare su di un pennone. La stessa isola venne chiamata Isola di Santa Cecilia, in onore della figlia del Kaiser, la quale regalò alla nave, prima di partire, il suo ritratto autografato.

## Dopo il naufragio
Questo posto era certo il più adatto per attendere la fine della sanguinosa Prima guerra mondiale, e inoltre la Germania aveva perso un piccolo incrociatore ma in compenso aveva guadagnato una nuova colonia, e nessuno era morto. Ma se il capitano fosse riuscito a impossessarsi di una qualche nave capitata in rada, o in isole vicine, la guerra di corsa avrebbe potuto riprendere. 
Si sarebbe potuta attendere la nave che ogni 6 mesi riforniva l'isola e ne prelevava i prodotti, ma si preferì partire ancora prima che questo avvenisse, con una scelta temeraria. Luckner non volle sentire ragioni e allestì la scialuppa a motore per l'abbordaggio delle navi, e in un paio di settimane la fornì di un'alberatura, viveri per 1 mese, un telo su archetti per fornire riparo dal sole, 4 pagliericci, alcune armi da fuoco, il tutto su di uno scafo di legno lungo 6 metri e con un bordo libero, a pieno carico, di 30 cm. 
Il capitano e altri 5 marinai vi presero posto, e il mini-incrociatore, battezzato Kronprinzessin Cecilia, prese il mare alla ricerca di navi che fossero presenti nei porticcioli delle isole vicine. Arsi dal sole come inzuppati dalla pioggia, immobili in spazi troppo ridotti per fare qualunque cosa se non dormire e aspettare, i 6 marinai raggiunsero, in 25 giorni, 4 isole nelle Cook e nelle Figi, fermandosi per il tempo necessario a riposarsi e rifornirsi di cibo, e spacciandosi per "sportivi americani" ai diffidenti indigeni.
La rotta tracciata dal Cecilia arrivò in breve a 2.300 miglia nautiche (oltre 4.000 km) ma senza successo, fino a che, nel porto di Wayaka, Grandi Figi, trovarono una possibile preda, ma oltre alla nave vi era anche un indigeno più coraggioso del solito che andò a chiamare il locale corpo di guardia, ovvero un ufficiale e 4 soldati indiani, i quali erano praticamente disarmati. Quando si diressero verso la Cecilia, Luckner aveva ancora la possibilità di fermarli, anche con la forza. Erano meglio armati e più numerosi, ma anche in abiti civili. Così dichiarò la sua identità e si fece fare prigioniero. 
La nave francese, quando arrivò per i rifornimenti, venne subito catturata dai tedeschi rimasti a Mopelia/Isola Cecilia, e prontamente ribattezzata da Lutece a Fortuna. Ma fortuna non ebbe, perché sbatté contro uno scoglio vicino all'Isola di Pasqua. I tedeschi sopravvissero e passarono mesi con i nativi in relativa armonia, prima che il Cile, paese neutrale durante la guerra, li portasse sul continente, dove vennero calorosamente accolti dalla locale, numerosa comunità tedesca. 
Infine, nel 1920 sarebbero tornati in Germania. Con un'unica eccezione: uno di loro era morto d'infarto, e ironicamente si trattava proprio del dottor Pietsch, il medico di bordo.

## Navi catturate

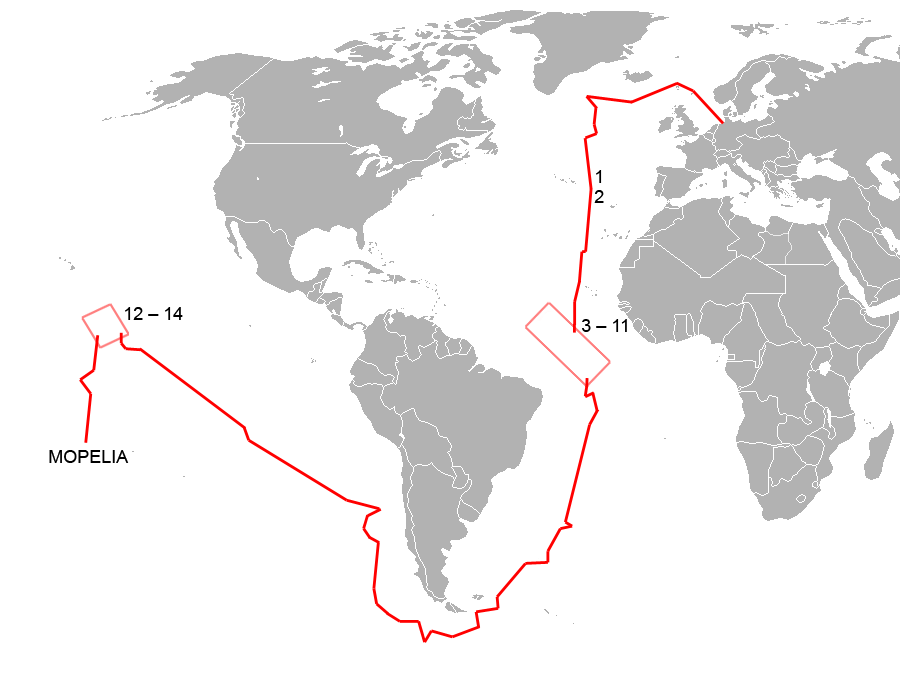
Navi catturate dal Seeadler durante la sua crociera

Sedici navi, per il tonnellaggio complessivo di 30.099 t, la crociera è avvenuta tra il 21 dicembre 1916 e l'8 settembre 1917. Salvo nota contraria le navi catturate sono tutte navi a vapore.
Navi catturate al comando di Luckner:
- Gladys Royal, 3.268 ton, catturata e affondata il 09/01/1917,
- Lundy Island, 3.095 ton, catturata e affondata il 10/01/1917,
- Charles Gounod, 2.199 ton, catturata e affondata il 21/01/1917, (veliero francese),
- Perce, 364 ton, catturata e affondata il 24/01/1917, (schooner),
- Antonin, 3.071 ton, catturata e affondata il 03/02/1917, (veliero francese),
- Buenos Aires, 1.811 ton, catturata e affondata il 09/02/1917, (veliero italiano),
- Pinmore, 2.431 ton, catturata e affondata il 19/02/1917, (schooner),
- British Yeoman, 1.953 ton, catturata e affondata il 26/02/1917, (veliero inglese),
- La Rochefoucauld, 2.200 ton, catturata e affondata il 27/02/1917, (veliero francese),
- Dupleix, 2.206 ton, catturata e affondata il 05/03/1917, (veliero francese),
- Horngarth, 3.609 ton, catturata e affondata il 11/03/1917.
- Cambronne, 1.833 ton, catturata il 21/03/1917, (veliero francese) rilasciata con prigionieri arrivata a Rio de Janeiro il 30/03/1917,
- A. B. Johnson, 529 ton, catturata e affondata il 14/06/1917, (schooner statunitense)
- R. C. Slade, 673 ton, catturata e affondata il 18/06/1917, (schooner statunitense)
- Manila, 731 ton, catturata e affondata il 08/07/1917, (schooner statunitense)

Navi catturate dopo che Luckner aveva abbandonato il comando:
- Lutece, 126 ton, catturata sull'isola di Mopelia il 05/09/1917, internata dalle autorità cilene.